# أعراض انسحابية
أعراض الامتناع أو أعراض الانقطاع أعراض الانسحاب (بالإنجليزية: Withdrawal symptoms) هي مجموعة من الأعراض التي تصيب الأنسان عند إقلاعه عن مواد كحولية، أو أدوية مخدرة، أو مخدرات.
لكي يشعر المرء بالأعراض الانسحابية، عليه أن يكون يعتمد جسديا أو نفسيا (أو كلاهما) على تعاطي المواد (غالبا ما يشار إليه بالاعتماد على المواد).
وهي مجموعة من الأعراض الفزيولوجية خاصة التي تصيب الشخص المدمن على مادة مخدرة.

## المواد
أمثلة (المراجعة العاشرة للتصنيف الدولي للأمراض) على الأعراض الإنسحابية:
- F10.3 : متلازمة انسحاب الكحول (والتي من الممكن أن تؤدي إلى الهذيان الارتعاشي)
- F11.3: متلازمة انسحاب الافيونات
- F12.3: متلازمة انسحاب القنب (الحشيش)
- F13.3: متلازمة انسحاب البنزوديازيبين
- F14.3: متلازمة انسحاب الكوكايين
- F15.3: متلازمة انسحاب الكافيين
- F17.3: متلازمة انسحاب النيكوتين